# Вулиця Анатолія Лупиноса (Львів)
Вулиця Бу́чми — вулиця у Галицькому районі міста Львова, у місцевості Снопків. Сполучає частини вулиці Кримської, утворюючи звивисте півколо.

## Назва
- до 1945 року — частина вулиці 22 Січня, назва на честь дати початку Січневого повстання 1863 року.
- від 1945 року — вулиця Кримська бічна, на честь утворення Кримської області 30 червня 1945 року.
- від 1977 року — вулиця Бучми, на честь видатного українського актора Амвросія Бучми[7].
- 18 липня 2024 року начальник ЛОВА ухвалив рішення про перейменування понад 130 вулиць в населених пунктах Львівщини, спираючись на рекомендації робочої групи з питань декомунізації при Львівській ОВА, до якої увійшли, зокрема, історики, ветерани російсько-української війни та активні жителі громад. Таким чином, вулиця Амвросія Бучми перейменована на вулицю Анатолія Лупиноса, на честь українського політичного та громадського діяча, дисидента, члена УНА-УНСО, поета Анатолія Лупиноса[8].

## Забудова
На вулиці переважає одно- та двоповерхова садибна забудова 1930-х років, так і як сучасна, а також багатоповерхова початку 2010-х років. 
№ 22 — дев'ятиповерховий житловий будинок, збудований у 2011—2012 роках будівельною фірмою «Ріел». На першому поверсі будинку міститься ветеринарна клініка «Ветмедкомплекс». 